# SN 2000B
SN 2000B – supernowa typu Ia odkryta 21 stycznia 2000 roku w galaktyce NGC 2320. Jej maksymalna jasność wynosiła 15,94m.